# 王文英
王文英（1918年—2013年6月28日），男，河南沁阳人，中国人民解放军少将。

## 生平
1937年，参加山西青年抗敌决死队，历任太岳军区第三军分区政治部主任。二次国共内战中，任晋冀鲁豫军区第24旅70团副政委，第71团政委，四纵12旅政治部主任，第二野战军19军55师副政委。1964年，授少将军衔，任至青海省军区政治委员。